# کاچوو
کاچوو (به صربی: Kaćevo) یک منطقهٔ مسکونی در صربستان است که در پریژپولجه واقع شده‌است. کاچوو ۵۵ نفر جمعیت دارد.